# Władysław Zawadzki (wioślarz)
Władysław Zawadzki (ur. 10 marca 1911 w Wilnie, zm. 5 maja 1996 w Bydgoszczy) – wioślarz, olimpijczyk z Berlina 1936.
Reprezentował barwy WKS „Śmigły” Wilno.
Na igrzyskach olimpijskich w 1936 roku startował w czwórce ze sternikiem, która to osada odpadła w eliminacjach.